# Liberalernas partiledarval 2017
Liberalernas partiledarval 2017 hölls den 17 november 2017 på partiets landsmöte där Jan Björklund blev omvald till partiledare för Liberalerna. Det var Björklunds sjätte partiledarval och blev även denna gång enhälligt och obestritt vald på landsmötet efter att Birgitta Ohlsson hade dragit tillbaka sin kandidatur den 15 september samma år.

## Bakgrund

### Nomineringar 2015
I augusti 2015 nominerar Västerbotten och Jönköpings länsförbund ensamma Birgitta Ohlsson till partiledare. Båda förbunden motiverade nomineringen med att Ohlsson stod för "förnyelse". Ohlsson avböjde då en kandidatur med kommentaren "Frågan är inte aktuell för mig nu...". Jan Björklund blev sedan omvald med acklamation på partiets landsmöte den 21 november 2015.

### Interna konflikter 2016
Under hösten 2016 präglas Liberalerna av interna stridigheter. Det börjar med att Jan Björklund den 11 september meddelar att han tycker att även Sverigedemokraterna, likt resten av riksdagens partier, ska få delta i de som samtal som statsministern för över blockgränsen. Samma dag skriver Birgitta Ohlsson ett inlägg på sin Facebook-sida där hon opponerar sig mot den idén. Dagen efter, den 12 september, publicerar Björklund en debattartikel i Dagens Nyheter tillsammans med partiföreträdarna Gulan Avci, Christer Nylander och Fredrik Malm där de föreslår att partiet ska "ta ställning för ett stopp för religiösa friskolor i Sverige". Ohlsson skriver en replik som även den publiceras i DN Debatt. Hon motsätter sig förslaget som hon menar generaliserar och straffar skolor som sköter sig. Ohlsson hade även gått emot partilinjen i omröstningen av den nya skärpta asyllagen i juni 2016, där hon röstade nej medan resten av partiets riksdagsgrupp lade ned sina röster. Vid tiden av utspelen sitter både Björklund och Ohlsson i partiledningen, som består av sju ledamöter.
Den 14 september kräver partistyrelseledamoten Anna Starbrink och riksdagsledamoten Tina Acketoft att Ohlsson avgår från sin plats i partiledningen. Starbrink menade att Ohlsson valt rollen som fri debattör istället för ledare av partiet och Acketoft ansåg att måttet var rågat för hennes förtroende för Ohlsson. Efter avgångskraven får Birgitta Ohlsson starkt stöd från Cecilia Wikström, Cecilia Malmström, Jasenko Selimović, Maria Leissner, Olle Wästberg och Liberala ungdomsförbundet och kampanjen #backabirgitta startas på sociala medier. Efter ett sju timmar långt extra insatt möte för partiets riksdagsgrupp beslutades det att Ohlsson lämnar riksdagsgruppens styrelse, men att hon fick sitta kvar i både partiledningen och partistyrelsen. Samma kväll går Kronobergs länsförbund ut och ger Ohlsson sitt fulla stöd och kräver samtidigt att hela partistyrelsen och partiledningen ställer sina platser till förfogande. Dagen efter kritiserar även Östergötland och Jämtlands länsförbund ledningen och ger sitt stöd till Ohlsson. Jonas Andersson och Torkild Strandberg, ledande liberaler i Västsveriges- respektive Skåne länsförbund, backade däremot kritiken mot Ohlsson.
Birgitta Ohlsson lämnade inte partistyrelsen eller partiledningen och kraven gentemot de samma infriades aldrig.

### Birgitta Ohlsson kandiderar 2017
Den 1 juni 2017 meddelar länsförbunden Uppsala och Örebro att de vill se att Jan Björklund avgår som partiledare och ersätts av Birgitta Ohlsson. Björklund svarar på kritiken samma dag och menar att han vill fortsätta leda partiet. Senare på kvällen i SVT:s Aktuellt meddelar Ohlsson att hon utmanar Björklund om partiledarposten men att hon lämnar riksdagspolitiken om hon skulle misslyckas. Ohlsson motiverade sin kandidatur med att partiet gjorde sitt näst sämsta val 2014 och därefter cementerat sina opinionssiffror runt 5%. Ohlsson menade att beslutet att kandidera kom sent efter ett moget övervägande och att hon hade velat ge Jan Björklund en ärlig chans att vända opinionen. Hon ansåg samtidigt att det inte fanns några större ideologiska skillnader mellan henne själv och Björklund, men att hennes styrka ligger i att lyckas kombinera mjuka och hårda frågor samt hennes tydliga socialliberala och feministiska-profil. Ohlsson lyfte även fram Emmanuel Macron och Justin Trudeaus valvinster i Frankrike och Kanada i sin argumentation. Hon menade att det visade att värderingsstyrda liberala krafter vinner val i världen och var samtidigt bekymrad av att Liberalerna inte har lyckats fånga upp den trenden i opinionen. Birgitta Ohlsson påvisade också att partiet gått tillbaka i varje val sedan riksdagsvalet 2002 medan hon själv har attraherat fler väljare i varje val sett till personröster.

#### Kritik
Flera ledande liberaler kritiserade Birgitta Ohlsson efter hennes utmaning, däribland partiledaren Jan Björklund och partisekreteraren Maria Arnholm. Björklund menade att det var "olyckligt att vi nu ska ägna sex månader av de 15 månader som är kvar till valet åt interna personkonflikter istället politisk information och debatt." Arnholm var inne på samma linje och ansåg att beslutet var "oansvarigt" så kort tid innan valet.
Riksdagsledamoten Tina Acketoft kommenterade beslutet via Twitter med "Vissa bör fråga sig om detta är ett läge att utmana varandra, eller om det är läge att utmana andra partier och problem." Även riksdagsledamoten Robert Hannah riktade kritik mot Ohlsson och hennes tillvägagångssätt via Twitter, "Ls riksdagsgrupp meddelades 20:54 av Birgitta Ohlsson om att hon ställer upp. Oavsett vem man stöttar är inte det att meddela i förväg."
Partistyrelseledamöterna Jonas Andersson och Ulrika Landergren gick ut och offentligt stödde Björklund samtidigt som de menade att Ohlssons utmaning skulle komma att skada partiet.

#### Medlemsomröstning
När Birgitta Ohlsson lanserade sin kampanj uppmanade hon samtidigt valberedningen att hålla en kompletterande och rådgivande nationell medlemsomröstning om partiledarskapet, även för väljare utanför partiet. Ohlsson ansåg att hon hade ett stort stöd bland gräsrötter och att det var ett sätt att locka väljare till partiet samt hålla processen öppen, demokratisk och transparent. Jan Björklund motsatte sig förslaget då han menade att en medlemsomröstning stred mot partiets dåvarande stadgar.
Den 4 juni meddelar partiets valberedning att en avgörande medlemsomröstning inte kommer att äga rum. Beslutet kritiserades av Birgitta Ohlsson. Frågan behandlades senare ytterligare en gång efter att Stockholms länsförbund den 9 juni inte nominerade en kandidat utan istället efterfrågade en medlemsomröstning. Förslaget avslogs ännu en gång den 16 juni av valberedningen. Trots det avsåg Östergötlands länsförbund, på initiativ av riksdagsledamoten Mathias Sundin, att anordna en medlemsomröstning inom förbundet. Det valet hölls sedermera den 19 augusti och blev Sveriges första primärval. Även Jämtlands länsförbund avsåg att hålla i en medlemsomröstning men Ohlsson drog tillbaka sin kandidatur före omröstningen som därmed uteblev.

## Händelseförlopp
- 1 juni 2017 - Birgitta Ohlsson meddelar att hon kandiderar till partiledare för Liberalerna.
- 19 augusti 2017 - Primärvalet i Östergötland hålls.
- 23 augusti 2017 - Nomineringsprocessen för partiets förbunden är slut.
- 15 september 2017 - Resultatet för Stockholms provval inför riksdagsvalet presenteras. Birgitta Ohlssons drar tillbaka sin kandidatur.
- 20 september 2017 - Liberalernas valberedning föreslår enhälligt Jan Björklund till partiledare.
- 17 november 2017 - Partiledarvalet hålls på Liberalernas landsmöte. Jan Björklund väljs med acklamation.

## Kandidater

### Vald partiledare
Valberedningens förslag av partiledare.
| Namn          | Namn | Född                                 | Bakgrund | Tillkännagivande | Ref. | Nomineringar | Stöd |
| ------------- | ---- | ------------------------------------ | --- | ---------------- | ---- | ------------ | --- |
| Jan Björklund |      | 18 april 1962 (55 år) Skene, Sverige | Liberalernas partiledare (2007–), Ledamot av Sveriges riksdag (2006–), Sveriges vice statsminister (2010–2014), Sveriges utbildningsminister (2007–2014), Sveriges skolminister (2006–2007). | -                |      | 14 av 24     | Partiledare: Nuvarande: - Anna Kinberg Batra (M) EU-kommissionärer: Nuvarande: - Cecilia Malmström Statsråd: Tidigare: - Maria Arnholm Statssekreterare: Tidigare: - Carl B. Hamilton Riksdagsledamöter: Nuvarande1: - Maria Arnholm - Roger Haddad - Tina Acketoft Tidigare: - Torkild Strandberg Andra politiker: - Anna Starbrink - Carina Sándor - Gilbert Tribo - Gulan Avci - Helene Odenjung - Jonas Andersson - Ulrika Landergren Övriga: Individer: - Jan Guillou - Svend Dahl |

### Kandidater som drog tillbaka sin kandidatur före landsmötet
| Namn             | Namn | Född                                    | Bakgrund | Tillkännagivande | Tillbakadragande  | Ref.          | Nomineringar | Stöd |
| ---------------- | ---- | --------------------------------------- | --- | ---------------- | ----------------- | ------------- | ------------ | --- |
| Birgitta Ohlsson |      | 20 juli 1975 (42 år) Linköping, Sverige | Ledamot av Sveriges riksdag (2002–), Sveriges EU-minister (2010–2014), Sveriges demokratiminister (2010–2014), Ordförande för Liberala kvinnor (2007–2010), Ordförande i Republikanska föreningen (2002–2005), Ordförande i Liberala Ungdomsförbundet (1999–2002). | 1 juni 2017      | 15 september 2017 | [ 16 ] [ 41 ] | 4 av 24      | Partiledare: Nuvarande: - Gudrun Schyman (F!, f.d. V) Tidigare: - Maria Leissner Europaparlamentariker: Nuvarande: - Cecilia Wikström Riksdagsledamöter: Nuvarande1: - Christina Örnebjär - Nina Lundström Tidigare: - Maria Lundqvist-Brömster Andra politiker: - Anna Mårtensson - Benny Lindholm - Joar Forssell - Malin Danielsson - Mohamad Hassan Övriga: Organisationer - HBT-liberalerna Individer: - Isobel Hadley-Kamptz - Sakine Madon |

1 Bland Liberalernas riksdagsledamöter stödde 11 stycken Jan Björklund respektive 2 stycken Birgitta Ohlsson.

### Personer som inte ställde upp
- Nyamko Sabuni - Sveriges integrationsminister (2006–2010), Sveriges jämställdhetsminister (2006–2013), Ledamot av Sveriges riksdag (2002–2006, 2010–2013).[50]

### Opinionsundersökningar
| Opinionsinstitut        | Period            | Urval                                              | Urval                                              | Jan Björklund                                      | Birgitta Ohlsson                                   | Ingen/ Annan/ Obestämd                             |
| ----------------------- | ----------------- | -------------------------------------------------- | -------------------------------------------------- | -------------------------------------------------- | -------------------------------------------------- | -------------------------------------------------- |
| Sifo                    | 2-5 juni 2017     | 1 213                                              | 1 213                                              | 32%                                                | 23%                                                | 45%                                                |
| Inizio                  | 2 juni 2017       | 720                                                | 720                                                | 46%                                                | 38%                                                | 15%                                                |
| -                       | 1 juni 2017       | Birgitta Ohlsson kandiderar till partiledarposten. | Birgitta Ohlsson kandiderar till partiledarposten. | Birgitta Ohlsson kandiderar till partiledarposten. | Birgitta Ohlsson kandiderar till partiledarposten. | Birgitta Ohlsson kandiderar till partiledarposten. |
| Demoskop                | 15 september 2016 | 1 125                                              | Alla:                                              | 44%                                                | 43%                                                | 13%                                                |
| Demoskop                | 15 september 2016 | 1 125                                              | L:                                                 | 60%                                                | 34%                                                | 6%                                                 |
| -                       | 21 november 2015  | Jan Björklund blir omvald på partiets landsmöte.   | Jan Björklund blir omvald på partiets landsmöte.   | Jan Björklund blir omvald på partiets landsmöte.   | Jan Björklund blir omvald på partiets landsmöte.   | Jan Björklund blir omvald på partiets landsmöte.   |
| Sverige tycker (Inizio) | 15-27 juni 2015   | 364                                                | Fp:                                                | 39%                                                | 21%                                                | 40%                                                |

## Politiska positioner
| Regeringsfrågan  | Regeringsfrågan | Regeringsfrågan           | Regeringsfrågan            | Regeringsfrågan | Regeringsfrågan | Regeringsfrågan |
| Kandidat         | Alliansen       | Alliansen med S-samarbete | S-samarbete utan Alliansen | SD-samarbete    | V-samarbete     | Ref.            |
| ---------------- | --------------- | ------------------------- | -------------------------- | --------------- | --------------- | --------------- |
| Jan Björklund    | Första hand     | Ja                        | Nej                        | Nej             | Nej             | [ 55 ] [ 56 ]   |
| Birgitta Ohlsson | Första hand     | Ja                        | Ja                         | Nej             | Nej             | [ 57 ]          |

| Övriga frågor    | Övriga frågor                                      | Övriga frågor                            | Övriga frågor  | Övriga frågor               | Övriga frågor |
| Aktuellt år      | 2016                                               | 2016                                     | 2016           | 2015                        | 2008          |
| Kandidat         | SD-deltagande i blocköverskridande regeringssamtal | Stoppa utvidgning av religiösa friskolor | Skärpt asyllag | Språkkrav för medborgarskap | FRA-lagen     |
| ---------------- | -------------------------------------------------- | ---------------------------------------- | -------------- | --------------------------- | ------------- |
| Jan Björklund    | Ja                                                 | Ja                                       | Avstod         | Ja                          | Ja            |
| Birgitta Ohlsson | Nej                                                | Nej                                      | Nej            | Nej                         | Avstod        |

## Nomineringar
Nomineringarna avser de beslut som togs av förbunden fram till 23 augusti då nomineringstiden tog slut, det vill säga före Ohlssons avhopp, valberedningens nominering, och landsmötet.
| Jan Björklund                           | Jan Björklund | Birgitta Ohlsson          | Birgitta Ohlsson | Neutral             | Neutral     |
| Nomineringar                            | Antal ombud   | Nomineringar              | Antal ombud      | Förbund             | Antal ombud |
| --------------------------------------- | ------------- | ------------------------- | ---------------- | ------------------- | ----------- |
| Blekinge                                | 3             | Liberala ungdomsförbundet | 2                | Jämtland-Härjedalen | 2           |
| Dalarna                                 | 5             | Liberala studenter        | 1                | Jönköping           | 6           |
| Gotland                                 | 2             | Uppsala                   | 6                | Kronoberg           | 3           |
| Gävleborg                               | 5             | Örebro                    | 5                | Stockholm           | 39          |
| Kalmar                                  | 4             |                           |                  | Södermanland        | 5           |
| Liberala kvinnor                        | 2             | Västernorrland            | 4                |                     |             |
| Norrbotten                              | 4             |                           |                  |                     |             |
| Skaraborg                               | 6             |                           |                  |                     |             |
| Skåne                                   | 23            |                           |                  |                     |             |
| Värmland                                | 6             |                           |                  |                     |             |
| Västerbotten                            | 6             |                           |                  |                     |             |
| Västmanland (Tidigare Birgitta Ohlsson) | 5             |                           |                  |                     |             |
| Västsverige                             | 33            |                           |                  |                     |             |
| Östergötland                            | 6             |                           |                  |                     |             |
| 14                                      | 110           | 4                         | 14               | 6                   | 59          |

### Primärvalet i Östergötland
Den 19 augusti höll Östergötlands länsförbund sitt primärval för att utse sin nominering till partiledarposten. Östergötland var det enda länsförbundet som använde sig av primärval. Valet blev Sveriges första primärval. Både Björklund och Ohlsson närvarade och blev utfrågade av medlemmarna. Valet ägde rum i Linköping där Ohlsson är född och uppvuxen, även om hon har representerat Stockholm i Riksdagen. Den 23 augusti presenterades resultatet och Jan Björklund vann nomineringen.
| Kandidat         | %     |
| ---------------- | ----- |
| Jan Björklund    | 62,1% |
| Birgitta Ohlsson | 37,9% |
| Valdeltagande    | 52,8% |
| Totalt           | 100%  |

### Provvalet i Stockholm
Den 15 september presenterade Liberalerna i Stockholm resultatet av den rådgivande omröstningen, även kallat provval, där partiets medlemmar fick rösta på kandidater till Stockholms län och Stockholms stads valsedlar inför riksdagsvalet 2018. Valet blev en symboliskt viktigt eftersom Stockholms länsförbund inte valde att nominera en kandidat till partiledarposten. År 2013 vann Birgitta Ohlsson provvalet i Stockholm till riksdagsvalet 2014, även om hon sedermera fick plats 2, efter Jan Björklund, på valsedeln. I provvalet 2017 fick dock Jan Björklund fler röster, vilket resulterade i att Ohlsson drog tillbaka sin kandidatur i både partiledare- och riksdagsvalet.
Resultatet avser endast antalet 1:or i valet för de två partiledarkandidaterna trots att fler kandidater deltog i provvalet.
| Kandidat         | 2013  | 2013   | 2017  | 2017   | 2017  | Skillnad | Skillnad |
| Kandidat         | #     | Röster | #     | Röster | %     | #        | Röster   |
| ---------------- | ----- | ------ | ----- | ------ | ----- | -------- | -------- |
| Jan Björklund    | 2     | 481    | 1     | 779    | 42,9% | +1       | +298     |
| Birgitta Ohlsson | 1     | 603    | 2     | 610    | 33,6% | -1       | +7       |
| Valdeltagande    | 28,8% | 28,8%  | 49,4% | 49,4%  | 49,4% | +21,4    |          |
| Totalt           |       |        | 1815  | 1815   | 1815  |          |          |

## Efterspel
Den 15 september drog Birgitta Ohlsson tillbaka sin kandidatur och meddelade att hon också lämnar politiken, även om hon avsåg att sitta kvar på riksdagsplats fram till 2018 års val. På partiets landsmöte den 17 november lämnade Ohlsson sina uppdrag i partiledningen och partistyrelsen samtidigt som Jan Björklund återigen valdes enhälligt till partiledare. Björklund ledde sedan partiet i riksdagsvalet 2018 där partiet ökade marginellt med 0,1 procentenheter jämfört med valet 2014.

### Effekter av valet
I juni 2017 dagarna efter att Birgitta Ohlsson lanserade sin kandidatur ökade partiets medlemsantal med 332 personer. Samtidigt som partiet fick en mindre ökning i opinionen under de första månaderna av partiledarvalet. Efter att Ohlsson drog sig ur valet sjönk Liberalerna i opinionen, vissa bedömare ansåg att det kan ha varit ett samband mellan dels att Ohlsson lämnade partipolitiken och att partiet splittrades efter hennes utmaning. I partiets valanalys efter riksdagsvalet 2018 beskrivs partiledarvalet som en strid som "levde kvar i partiaktivas kollektiva minne" en tid. Valanalysgruppen bedömde dock att "detta inte hade återverkningar för partiets interna uppladdning när valrörelsen närmade sig under våren och försommaren 2018."

#### Januariavtalet
Efter riksdagsvalet 2018 uppstod en långdragen regeringsbildning och inom Liberalerna uppkom en spricka mellan valet att släppa fram Moderaternas Ulf Kristersson eller Socialdemokraternas Stefan Löfven som statsminister. Det blev till slut linjen, som Birgitta Ohlsson lyfte under partiledarvalet, att samarbeta med Socialdemokraterna utan hela Alliansen som vann och utmynnade i det så kallade januariavtalet.

### Opinionen före och efter partiledarvalet
Nedan syns Liberalernas sammanvägda stöd i opinionsundersökningarna från 2017 fram riksdagsvalet 2018. Den röda linjen avser opinionen under Birgitta Ohlssons kandidatur från juni 2017 till och med hennes avhopp i september 2017.
| Information | Diagrammet är avstängt. Grafer inaktiverades den 18 april 2023 på grund av programvaruproblem. Nya diagram kan skapas sedan december 2024. |